# Kite
Kite (カイト kaito?), también conocida como A Kite, es una miniserie de anime en formato OVA escrita y dirigida por Yasuomi Umetsu. Publicada en 2 episodios de 26 minutos en VHS el 25 de febrero y el 25 de octubre de 1998. Publicaciones posteriores editaron el OVA en una película.
Kite fue prohibida en muchos países, como Noruega, debido a sus escenas de violencia y sobre todo por las escenas sexuales consideradas "pornografía infantil", mientras que en los países en que ha sido licenciada, se le realizaron ediciones y censura, haciendo que su distribución sea de un solo OVA. España, Rusia y Alemania fueron los únicos países que licenciaron ambos OVAs sin censura, aparte que España y Estados Unidos fueron los únicos países que la emitieron por televisión.

## Argumento
La historia de "Kite" se desarrolla alrededor de Sawa (砂羽?), una estudiante de instituto que queda huérfana desde muy temprana edad, al ser sus padres víctimas de un brutal asesinato. Akai (赤井?) y Kanye (蟹江?) los detectives que en su momento investigaron el crimen, se hacen cargo de la tutela de Sawa. Akai, Aprovechándose de su postura como tutor, inicia una relación sexual con Sawa durante su tutela, siendo ella aun muy joven, y llevando la situación al punto de convertirla, prácticamente, en su esclava sexual. Así mismo, Akai le entrega un par de aretes rojos de cristal, cada uno portando la sangre de sus padres.
Poco tiempo después de hacerse cargo de la tutela de Sawa, Akai y Kanye la entrenan como sicario, su primer blanco es asesinar a un presunto violador de niñas con un revólver especial de alta precisión, manipulándola y obligándola a ejecutarlo o de lo contrario perdería los aretes de cristal y no encontraría al asesino de sus padres. Este constituye el inicio de una vida en la cual Sawa se dedicará a asesinar bajo las órdenes de Akai, y entre los blancos principales se encuentran peces gordos del mundo corporativo y estrellas de televisión y la pantalla grande. Los asesinatos de Sawa son famosos entre la policía por el uso de balas especiales que explotan dentro del cuerpo al momento de perforar la piel.
Eventualmente la joven conoce a Oburi (音不利?), de la misma edad, también trabaja para Kanye y Akai como sicario, e igualmente huérfano, motivo que llevará a ambos a crear un vínculo especial. Oburi decide abandonar el servicio de sicario con Akai y Kanye después de ejecutar tres blancos más, pero Akai ordena a Sawa deshacerse de Oburi en lugar de simplemente dejarlo ir. Al darse cuenta Oburi que ella lo dejara vivir, le confiesa que los verdaderos asesinos de sus padres fueron sus tutores, pero Sawa revela que ella lo sabía desde hacía mucho tiempo atrás. Deja vivir a Oburi y sigue adelante para tomar el siguiente blanco. Los guardaespaldas de este blanco casi la matan debido a una fuerte lucha dada en un baño de hombres, durante esta pelea Sawa pierde uno de sus aretes y sufre varias heridas leves. Cuando Oburi aparece vivo, Kanye lo envía tras un corrupto abogado para asesinarlo, este hombre era en realidad un agente oficial de SWAT, por poco logra asesinar a Oburi hasta que llega Sawa a salvarlo. Oburi confronta a Akai y le menciona que planea escapar de él junto con Sawa, por desgracia Akai logra subyugar a Oburi y lo golpea salvajemente. Sawa vuelve a aparecer para salvarlo pero es alcanzada y apresada por Kanye. Akai decide que simplemente matar a Oburi no es suficiente, justo después de que le pide a Sawa agradecerle por no asesinarlo en el momento. Cuando Kanye se lleva a Oburi, Akai le cuenta a Sawa lo profundamente sorprendido que se encuentra al casi creerle su actuación. Le cuente en el sitio Kanye asesinara a Oburi para después ir por su cadáver. Sawa decide irse alegando que en la mañana tendrá un examen en la escuela.
Al día siguiente, Akai llega a la escena del crimen. Levanta la cobija puesta sobre el cadáver para descubrir creyendo que se trata de Oburi pero se asombra de horror al descubrir que se trata de Kanye. Uno de los investigadores en la escena del crimen le menciona que el sitio donde se halla el cuerpo fue donde ocurrió el asesinato de los padres de una niña hace cuatro años atrás. Akai vuelve al lugar donde Kanye confrontaría a Oburi, pero en su lugar y para su sorpresa es Sawa quien aparece de entre las sombras, le dispara con las armas especiales de ella y Oburi, primero la mano derecha, después en la ingle, entre los gritos de Akai, lo balea en repetidas ocasiones hasta que el cuerpo de este cae al suelo. Sawa se deshace de las armas tirándolas por el alcantarillado, para después desprenderse el único arete que le quedaba, deshaciéndose de él.
Momentos antes de que Oburi y Sawa puedan reunirse, Oburi se deshace de unos explosivos, mientras camina por la calle, la escena cambia hacia una niña rebotando un balón de basketball, en un instante Oburi es baleado por otro presunto sicario ( se trata de la niña a quien Oburi le disparó a su balón de basketball al inicio del film en respuesta a un insulto de ella) y de quien Akai hablaba acerca dé en una escena anterior, cuando también mencionaba violar a Sawa por última vez. En otro lugar se encuentra Sawa esperando pacientemente a Oburi, tumbada en el desván de una casa abandonada en la que se habían encontrado anteriormente. Mientras ella les asegura a unos gatos callejeros el regreso de Oburi se escucha el sonido lejano de unos pasos por el piso viejo y chirriante, Sawa voltea su mirada hacia el cielo y la escena se torna en negro de golpe.

## Reparto
| Personaje        | Actor original     |
| ---------------- | ------------------ |
| Sawa             | Kotomi Naruse      |
| Akai             | Goro Shibusawa     |
| Oburi            | Shingo Oyamada     |
| Kanye            | Tatsuo Matoba      |
| Comediante A     | Hiroshi Aida       |
| Comediante B     | Nobuyuki Takano    |
| Guardaespaldas A | Douglas Cartwright |
| Guardaespaldas B | William Rain       |
| Guardaespaldas C | Gary Wynn-Jones    |
| Anciana          | Michiko Yamaguchi  |
| Niño A / Niño    | Naho Hirokawa      |
| Niña B / Niña    | Itsumi Sawada      |
| Gemelo A         | Jackie Sylvester   |
| Gemelo B         | Richard O'Sallivan |
| Molester         | Les Jenkins        |
| Mánager          | Michael Leigh      |
| Prosecutor       | Paul Johnson       |
| Reportero        | Tomoko Furakawa    |
| Detective 1      | Scott Bailey       |
| Detective 2      | Bob Edwards        |
| Investigador     | Takayuki Hiramatsu |
| Chica de oficina | Suzan Somerz       |